# Reprezentacja Finlandii w hokeju na lodzie mężczyzn

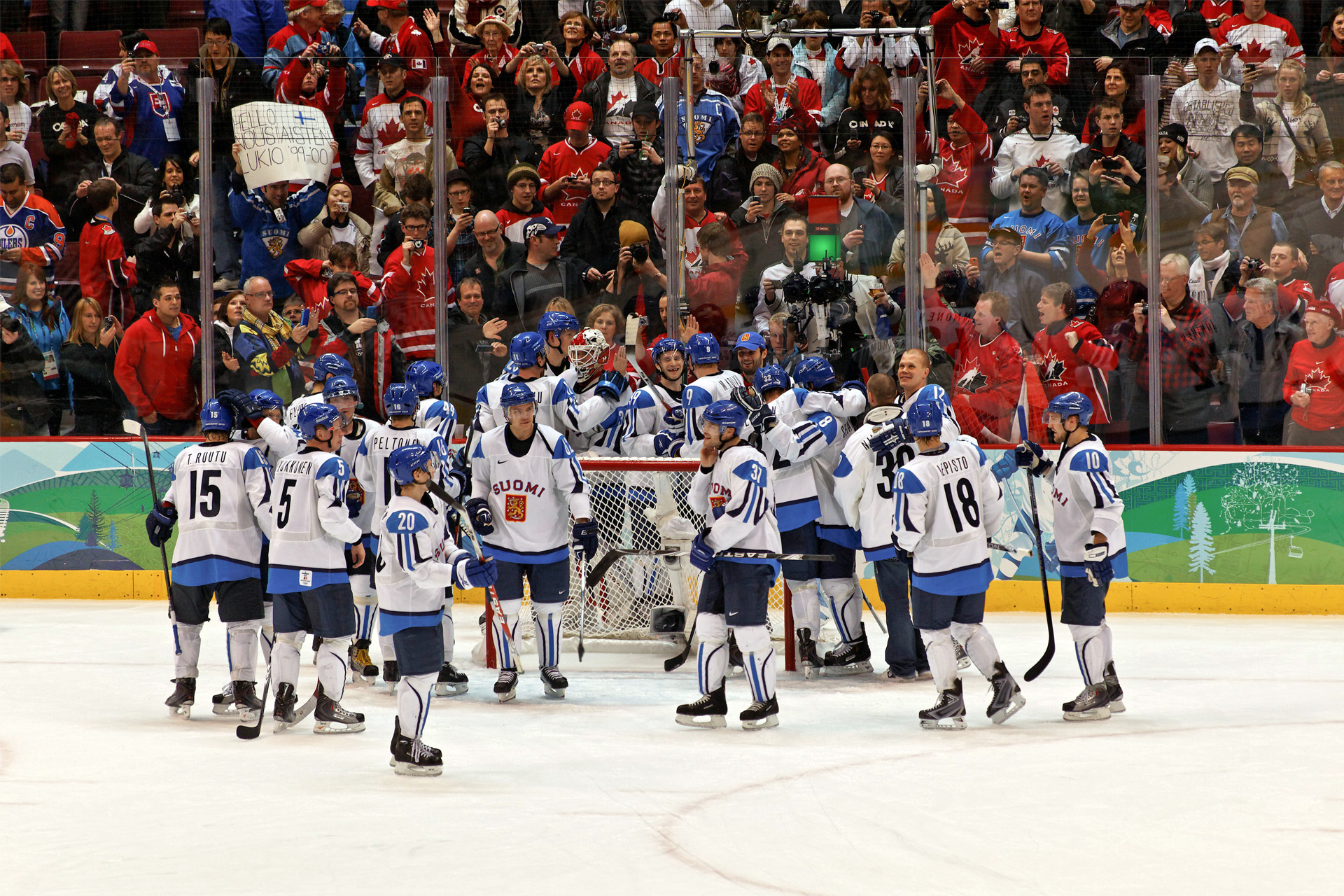
Drużyna Finlandii (2010)

Reprezentacja Finlandii – kadra Finlandii w hokeju na lodzie mężczyzn.
Drużyna działa pod egidą Fińskiego Związku Hokeja na Lodzie (Suomen jääkiekkoliitto). Finlandia posiada 56 626 oficjalnie zarejestrowanych zawodników, w tym 16 752 seniorów męskich.
Od 2008 do 2013 szkoleniowcem kadry był Jukka Jalonen, który w listopadzie 2012 roku został jednocześnie trenerem rosyjskiej drużyny SKA Sankt Petersburg. Jego następcą został Erkka Westerlund, który poprowadzi kadrę na igrzyskach 2014 i mistrzostwach świata 2014. Następnie trenerem został Kari Jalonen, którego kontrakt podpisano na lata 2014-2016.
22 lutego 2014 podczas Zimowych Igrzysk Olimpijskich w Soczi reprezentacja zdobyła brązowy medal po wygranej 5:0 nad reprezentacją USA. 20 lutego 2022 na Zimowych Igrzyskach Olimpijskich w Pekinie kadra wywalczyła pierwszy w historii kraju złoty medal tej rangi po wygranej z reprezentacją Rosyjskiego Komitetu Olimpijskiego 2:1

## Osiągnięcia
| - 1952 – 7. miejsce - 1956 – nie uczestniczyli - 1960 – 7. miejsce - 1964 – 6. miejsce - 1968 – 5. miejsce - 1972 – 5. miejsce - 1976 – 4. miejsce - 1980 – 4. miejsce - 1984 – 6. miejsce - 1988 – Srebrny medal - 1992 – 7. miejsce - 1994 – Brązowy medal - 1998 – Brązowy medal - 2002 – 6. miejsce - 2006 – Srebrny medal - 2010 – Brązowy medal - 2014 – Brązowy medal - 2018 – 5. miejsce - 2022 – Złoty medal |  | - 1962 – Srebrny medal - 1985 – Brązowy medal - 1986 – Brązowy medal - 1987 – Brązowy medal - 1991 – Brązowy medal - 1996 – ćwierćfinał - 2004 – 2. miejsce - 2016 – 6. miejsce (faza grupowa) - 1976 – 6. miejsce - 1981 – 6. miejsce - 1984 – nie uczestniczyli - 1987 – 6. miejsce - 1991 – 3. miejsce |

### Mistrzostwa świata
| - 1949 – 7. miejsce - 1950 – nie uczestniczyli - 1951 – 7. miejsce - 1953 – nie uczestniczyli - 1954 – 6. miejsce - 1955 – 9. miejsce - 1957 – 5. miejsce - 1958 – 6. miejsce - 1959 – 6. miejsce - 1961 – 7. miejsce - 1962 – 4. miejsce - 1963 – 5. miejsce - 1965 – 7. miejsce - 1966 – 7. miejsce - 1967 – 6. miejsce - 1969 – 5. miejsce - 1970 – 4. miejsce - 1971 – 4. miejsce - 1972 – 4. miejsce - 1973 – 4. miejsce - 1974 – 4. miejsce |  | - 1975 – 4. miejsce - 1976 – 5. miejsce - 1977 – 5. miejsce - 1978 – 7. miejsce - 1979 – 5. miejsce - 1981 – 6. miejsce - 1982 – 5. miejsce - 1983 – 7. miejsce - 1985 – 5. miejsce - 1986 – 4. miejsce - 1987 – 5. miejsce - 1989 – 5. miejsce - 1990 – 6. miejsce - 1991 – 5. miejsce - 1992 – Srebrny medal - 1993 – 7. miejsce - 1994 – Srebrny medal - 1995 – Złoty medal - 1996 – 5. miejsce - 1997 – 5. miejsce - 1998 – Srebrny medal |  | - 1999 – Srebrny medal - 2000 – Brązowy medal - 2001 – Srebrny medal - 2002 – 4. miejsce - 2003 – 5. miejsce - 2004 – 6. miejsce - 2005 – 7. miejsce - 2006 – Brązowy medal - 2007 – Srebrny medal - 2008 – Brązowy medal - 2009 – 5. miejsce - 2010 – 6. miejsce - 2011 – Złoty medal - 2012 – 4. miejsce - 2013 – 4. miejsce - 2014 – Srebrny medal - 2015 – 5. miejsce - 2016 – Srebrny medal - 2017 – 4. miejsce - 2018 – 6. miejsce - 2019 – Złoty medal - 2021 – Srebrny medal - 2022 – Złoty medal - 2023 – 7. miejsce |

## Zastrzeżone numery
Fińska federacja hokeja na lodzie zastrzegła numery dwóch byłych zawodników. Koszulki z numerami są wywieszone w hali Hartwall Areena (Helsinki).
- 14 – Raimo Helminen
- 17 – Jari Kurri